# Savino Marè
Savino Marè (né le 21 novembre 1964  à Lapedona, dans la province de Fermo, dans la région de Marches) est un acteur et auteur italien.

## Biographie
Savino Marè est né le 21 novembre 1964 à Lapedona, une petite ville de la province de Fermo. Engagé dans la vie sociale, Savino est un « promoteur de la paix » avec l’Association nationale des victimes de la guerre civile, collaborant à un projet MIUR concernant la neutralisation des mines de guerre non explosées. Après avoir participé à différents films, il est en 2012 dans le clip de la chanson Le viole de Lighea (it) et en février 2019 il travaille comme correspondant au 69e Festival de Sanremo. En août de la même année, il est l’un des jurés de Miss Italie. à San Ginesio et à l’élection de Miss Marche.
En 2013, sa photographie Alba a Porto San Giorgio remporte le prix du public à la Bourse internationale du tourisme de Milan (BIT),.
En 2019, il est nommé « Il marchigiano dell’anno – Picus del Ver Sacrum » pour 2020. L’événement est organisé par le centre d’étude des Marches Giuseppe Giunchi sous le patronage du Sénat de la République italienne et du Pio Sodalizio dei Piceni (it).
En 2022, il est  choisi pour commenter le 72e Festival de Sanremo par le magazine civitanovese QCC Magazine.

## Filmographie
- 2011: Il cuore grande delle ragazze de Pupi Avati
- 2014: Il giovane favoloso de Mario Martone
- 2016: Come saltano i pesci de Alessandro Valori
- 2019: La mia seconda volta de Alberto Gelpi
- 2019 : Il gatto e la luna de Roberto Lippolis

### Courts-métrages
- 2017 : Last Chance de Alice Bellagamba.
- 2017: L'immaginario de Operapop.

## Œuvres
- Praticamente io. Nulla accade per caso, Simple, 2014.
- Come musica. Un libro da comporre insieme, Simple, 2020.
- Il grande cuore di Aragon, Nisroch, 2024.

## Décorations

### Italiennes
- Chevalier de l'ordre du Mérite de la République italienne‎ (sur proposition de la Présidence du Conseil des Ministres)[9]